# Adam Cieśla
Adam Cieśla (ur. 2 marca 1984 w Częstochowie) – polski szachista, mistrz krajowy.

## Kariera szachowa
Od początku swojej kariery związany był z częstochowskimi klubami szachowymi. Pierwszym z nich był nieistniejący już klub "Skra 64", później "Kolejarz" Częstochowa, a następnie UKS Hetman Częstochowa, który reprezentuje do chwili obecnej.
W 2003 r. zdobył w Polanicy-Zdroju brązowy medal mistrzostw Polski juniorów do lat 20 w szachach szybkich. W 2005 r., wraz z drużyną UKS Hetman Częstochowa, zajął II m. w I lidze szachowej, zdobywając awans do Ekstraligi – najwyższej klasy rozgrywkowej zawodów z cyklu o drużynowe mistrzostwo Polski.
Najwyższy ranking w dotychczasowej karierze osiągnął 1 lipca 2012 r., z wynikiem 2336 punktów zajmował wówczas 118. miejsce wśród polskich szachistów.